# Tabanus lanatus
Tabanus lanatus är en tvåvingeart som först beskrevs av Strom 1768.  Tabanus lanatus ingår i släktet Tabanus och familjen bromsar.
Artens utbredningsområde är Norge. Inga underarter finns listade i Catalogue of Life.